# 明信片

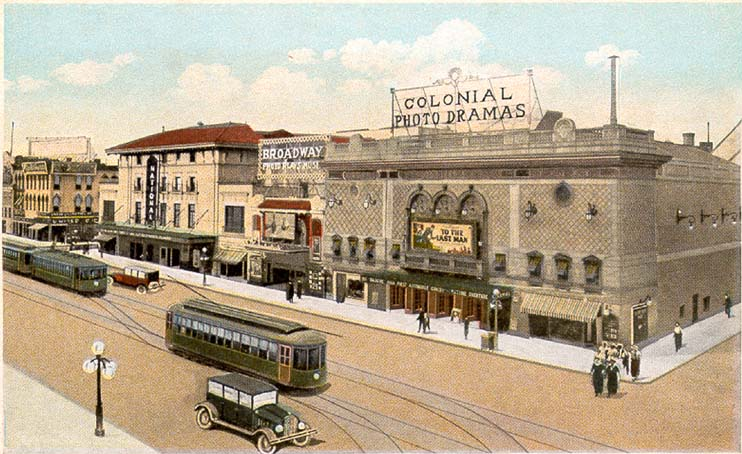
一張美國1923年明信片

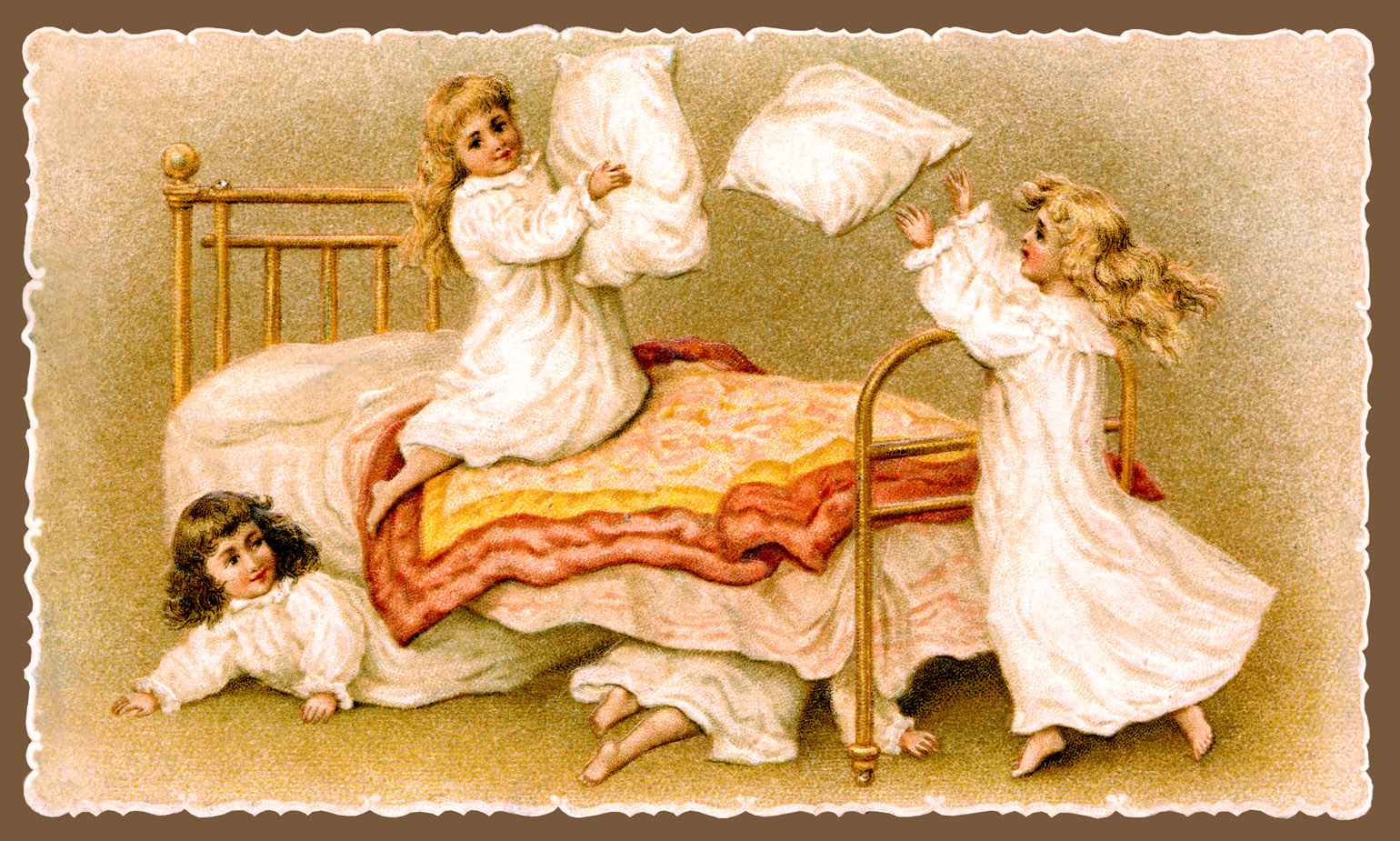
一張奧地利1901年明信片

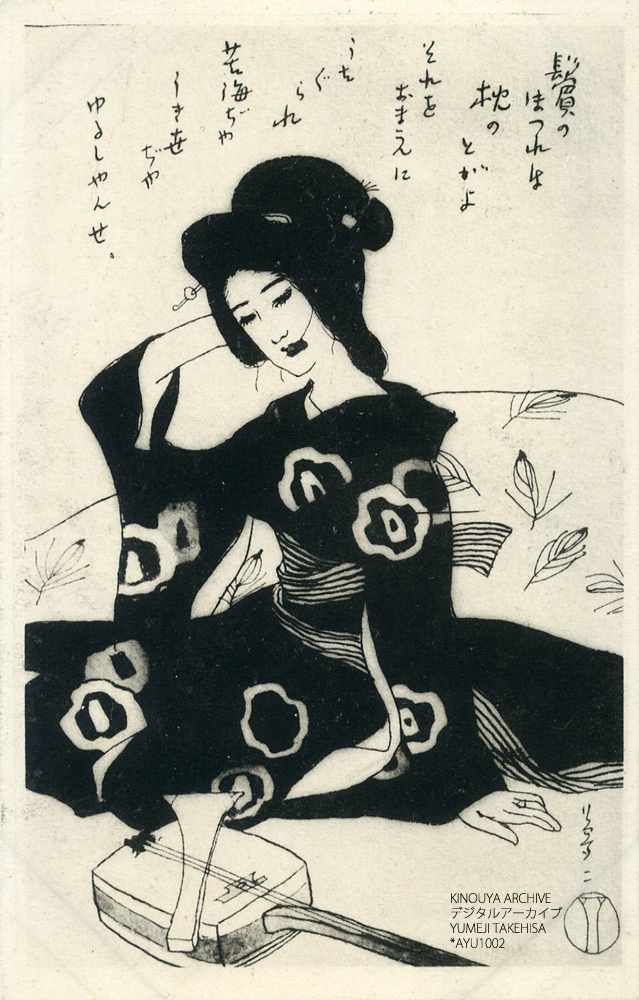
日本1912年明信片

明信片（英語：postcard）是一種具有通信性质的卡片式邮件。專供書寫文字，无需封函，即可交郵局寄遞。其正面為信封的格式，反面具有信箋的作用。一般在卡片的反面印有图案（风景、绘画、宣传漫画等等），在正面可以贴邮票等，写收件人地址和邮件内容。優點是省貼郵票和不用信封，缺點是篇幅小而無隱密性。亦稱為「郵片」。明信片所寫的內容公開，可被他人所看見，內容通常不涉及隱私權之虞，故稱為明信。在某些地方明信片郵資較普通信函資費便宜。
依據中華郵政業務說明
，一般民眾可自行印製明信片，但不得刊印「郵政」字樣及郵資符誌或類似花紋。中国邮政则规定县及以上邮政企业经省级邮政分公司审批通过后，可以印制、发行带有“中国邮政”字样的明信片，中国邮政集团有限公司印制、发行的明信片可以印制邮资图案。因此許多人會稱郵局發行之明信片為「郵政明信片」（postal card，其中帶郵資符者称邮资明信片），而民間印製者則以泛稱之「明信片」（post card）指稱。

## 簡史
美國費城約翰·P·卡爾頓，在1861年將明信片的專利售予H·L·利普曼。利普曼製作了鑲有邊框的明信片，並加上「利普曼郵政卡片」（Lipman's postal card）的標誌。歐洲在九年後也開始製作明信片。第一個使用明信片的國家是1876年的鄂圖曼土耳其。
美國郵局在1873年開始發行帶有郵資的郵政明信片。郵局為了因應人們想找一些更方便的方法來寄送一些便籤而製作了這些明信片，而且也只有郵局可以印製。直到1898年5月19日美國國會通過了私人郵寄卡片法案，才准許私人出版商和印刷廠製作明信片。不過最初美國政府並不允許私人企業稱自行印製的卡片為「明信片」，所以他們只好稱為「紀念品卡」（souvenir cards）。雖然這個禁令到1901年被撤銷，但直到1908年人們才被准許將地址寫在卡片的側欄。
美國的第一張明信片是1893年創造出來，用來宣傳芝加哥的哥倫布紀念博覽會。此後美國政府就政府透過郵政部的規範，准許印刷商發行1分明信片（1便士明信片）。
世界上第一张明信片是1869年在奥地利发行的一张印有邮票的明信片。在1870年和1871年的普法战争中明信片作为战地信件获得青睐和普及。
在台灣是日本統治台灣十年後才通用的郵遞形式，故年紀較大的人們會以日語「繪葉書」（日语： Ehagaki）來稱呼明信片。

## 尺寸
- 中華郵政之規定為最大者為14.8cm×10.5cm，最小為14cm×9cm。[1][2]
- 中国邮政对于中国内地互寄的明信片，最大尺寸为16.5cm×10.2cm，最小尺寸為14.8cm×10cm（另有门票型明信片尺寸：12.5cm×7.8cm）；对于中国内地寄往境外的明信片，最大尺寸为235mm×120mm，最小尺寸為140mm×90mm，长度至少应相当于宽度的1.4倍。

中国邮政标准明信片，为长度不大于165mm，宽度不小于78mm，长宽比不小于{\displaystyle {\sqrt {2}}}:1的明信片，而异形明信片长和宽均应不超过208mm；明信片厚度应不超过5mm。以下为YZ/T 0190-2023所定义的明信片规格尺寸：
| 编号 | 长（L） | 宽（B） |
| ---- | ------- | ------- |
| 1    | 160mm   | 115mm   |
| 2    | 148mm   | 100mm   |
| 3    | 125mm   | 78mm    |

| 编号 | 长（L） | 宽（B） |
| ---- | ------- | ------- |
| 1    | 148mm   | 100mm   |
| 2    | 140mm   | 90mm    |

- 香港邮政将明信片归类为小型信件，并执行其体积限制；其最大尺寸為245mm×165mm×5mm（厚度），最小尺寸為140mm×90mm。
- 澳門郵政明信片最大尺寸為23.5cm×12cm，最小尺寸為14cm×9cm，長度不得少於寬度乘以{\displaystyle {\sqrt {2}}}（近似值為1.4）。[4]
- 韩国邮政明信片，长度为140mm-170mm，宽度为90mm-120mm。
- 日本郵政明信片最大尺寸為15.4cm×10.7cm，最小尺寸為14cm×9cm。
- 马来西亚邮政明信片最大尺寸为235mm×120mm，最小尺寸為140mm×90mm。
- 新加坡邮政对于新加坡国内互寄的明信片，归类为标准小型信函(Standard Regular Mail)，并执行其体积限制；其最大尺寸為240mm×162mm×6mm，最小尺寸為140mm×90mm×0.2mm。而对于新加坡寄往国外的明信片，其最大尺寸為235mm×120mm，最小尺寸為140mm×90mm。
- 德国邮政明信片，长度为14-23.5cm，宽度为9-12.5cm，且长度至少是宽度的1.4倍。
- 俄罗斯邮政明信片，根据GOST R 51507-99有两种尺寸，为148mm×105mm和195mm×103mm。
- 美国邮政明信片，长度为5inch（127mm）—6inch（152.4mm），宽度为3.5inch（88.9mm）—4.25inch（107.95mm），最大厚度为0.016inch（4.064mm）。

各地邮政部门的执行情况不尽相同，一些大于或者小于规定的明信片仍可以明信片的形式正常寄出。

## 相關活動
集郵中，有一種類型便是收集明信片，並有對應之明信片學。目前在全世界範圍內也有一群人進行「明信片」為主的交流，如Postcrossing。